# Mezimembránový prostor

Mezimembránový prostor v mitochondriích je na této ilustraci dobře patrný

Mezimembránový prostor je obecně jakýkoliv prostor mezi dvěma blízce asociovanými buněčnými membránami. Tento termín přichází v úvahu u eukaryotických buněk, a to ve třech případech:
- mezi vnější a vnitřní membránou mitochondrií. Mezimembránový prostor má složení velice podobné složení okolního cytosolu, tzn. obsahuje mnohem méně proteinů, než vnitřní mitochondriální prostor (tzv. matrix). Z bílkovin je v mezimembránovém prostoru zastoupen hlavně cytochrom c a různé kinázy.
- mezi vnější a vnitřní membránou plastidů; je to obdobné jako u mitochondrií.
- uvnitř jaderného obalu, mezi vnější a vnitřní vrstvou fosfolipidů v jaderné membráně. Je nazýván také perinukleární prostor či perinukleární cisterna pokračuje jako dutina hrubého endoplazmatického retikula. Ribozomy umístěné na vnější membráně syntetizují proteiny do tohoto vnitřního prostoru. Šířka činí asi 20–40 nanometrů[1] (podle jiných zdrojů až 70 nm[2])